# Kanton Castres-Ouest
Kanton Castres-Ouest is een voormalig kanton van het Franse departement Tarn. Kanton Castres-Ouest maakte deel uit van het arrondissement Castres. Het werd opgeheven bij decreet van 17 februari 2014 met uitwerking op 22 maart 2015.

## Gemeenten
Het kanton Castres-Ouest omvatte de volgende gemeenten:
- Castres (deels, hoofdplaats)
- Navès
- Saïx